# Let It Be
Let It Be је дванаести и последњи албум групе „Битлси“ (енгл. The Beatles). Објављен је 8. маја 1970, а продуцирао га је Фил Спектор. Албум је углавном настао из недовршеног пројекта Get back, из јануара 1969 који је укључивао минимум техничке обраде, јер је група у студију свирала као да наступа уживо, док су филмске камере бележиле извођење као документарац. Изузетак су две песме: Across the Universe која је снимљена за потребе White Album-а и I Me Mine која је, иако компонована почетком 1969. године, последња снимљена од свих песама групе, 3. јануара 1970. године.
На албуму су присутна три жанра: симфо-рок, софт-рок и класични рок.

## Пројекат "Get Back"

### Идеја и позадина
За време маратонског снимања албума The Beatles, показало се да чланови групе постају све већи индивидуалци, те је током новогодишњих празника 1969. године Пол Макартни окупио групу у филмском студију у Твикингему (Лондон) у циљу почетка рада на новом пројекту. У то време су почеле да се јављају све веће несугласице између водећег тројца. Џон Ленон је полако израстао у глобалну икону светског мировног пројекта, те је заједно са својом тадашњом вереницом, Јоко Оно, био укључен у мноштво паралелних пројеката, а такође је током 1968. године објавио и два самостална албума (Unfinished Music No 1: Two Virgins и Unfinished Music No 2: Life With The Lions). Управо је улазак Јоко Оно у рад групе видно иритирао преостале чланове. Џорџ Харисон је такође израстао у зрелог и самосталног музичара, објавивши у новембру 1968. године албум инструменталне музике Wonderwall Music за потребе филма Wondwewall. Са друге стране, Макартни и Стар остају верни групи.

### Рад у студију
Пројекат је отпочет 2. јануара 1969. године и може се поделити на два дела: од 2. до 10. јануара 1969. године, када су "Битлси" радили у филмском студију у Твикингему; и од 22. до 30. јануара 1969. године, када је рад настављен у новом студију њихове компаније "Епл". Снимано је на десетине нових песама, иако већина њих није завршила на каснијем албуму (мада су поједине од необјављених биле реализоване као синглови, или пак пребачене на албум Abbey Road). Већ после неколико дана постало је видно да је група у проблемима. Нетрпељивост између Макартнија и Харисона је била огромна, Ринго Стар је био пасиван, а Ленон је чак и у студију много више био посвећен Јоко Оно него групи. Такође, у то време Ленон је постао тешки хероински зависник, што се чак и види из неславног видео-интервјуа датог канадској телевизији. Тензије су кулминирале 10. јануара, када је Харисон, попут Стара приликом претходног пројекта, напустио групу и отишао у САД. Снимање је прекинуто.
Међутим, 22. јануара, после пословног састанка свих чланова групе, пројекат је настављен у новом студију компаније „Епл“ у власништву саме групе. Овај студио се налазио у подруму зграде саме компаније у улици Севајл Роу. Харисон се вратио, а групи се на његов позив привремено прикључио и нови члан - клавијатуриста Били Престон, кога су Битлси упознали још као тинејџера, када су у истом клубу свирали у Хамбургу са његовим бендом. Убацивањем клавијатуристе за члана, бенд је у музичком смислу успео да добије савременији призвук. 
Током рада на албуму, улога дотадашњих продуцента, Џорџа Мартина, и тон-мајстора Џефа Емерика, била је веома ограничена, јер се група заветовала да неће користити савремену технику, што је Мартин врло нерадо прихватио. Студијски рад је завршен 29. јануара 1969. године.

### Концерт на крову
До краја јануара 1969. године, прошле су око две и по године од претходног концерта групе (Стадион "Кендлстик парк", Сан Франциско, август 1966). Макартнијеву идеју да се одржи повратнички концерт, чиме би Битлси поново почели да привлаче публику, прихватио је и остатак групе. Међутим, разишли су се око идеје на којој локацији би требало да се одржи тај наступ. Макартни је предложио да то буде неки клуб, попут „Кафе Каверн“-а, у коме је група свирала почетком 60-их, Ленон се залагао за велики бесплатни концерт римском амфитеатру у Северној Африци, Стар није хтео да то буде ван Британије (где је ускоро требало да снима филм), а Харисону је било свеједно, само је желео да се наступ негде одржи.
Компромисно решење је био кров корпорације Епл, иначе усред пословне четврти Лондона, а публика би били случајни пролазници. На концерту је учествовао и Престон. Током концерта који је трајао 42 минута, изведене су следеће песме: 
- Get Back (пет различитих верзија)
- I Want You (She's So Heavy) (рана верзија песме која ће се наћи на наредном албуму)
- Don't Let Me Down (две верзије)
- I've Got A Feeling
- One After 909
- Danny Boy
- Dig A Pony (две верзије)
- God Save The Queen (инструментал који је Престон одсвирао на клавијатурама)
- A Pretty Girl Is Like A Melody

Како концерт није пријављен полицији, а такође је ометао редовне активности у овом делу града, полиција га је прекинула након последњег, петог извођења песме Get Back. Музички гледано, наступ није протекао савршено, али је технички био успешно снимљен: Глен Џонс је преузео улогу тон-мајстора, Алан Парсонс је био техничар, док је Џорџ Мартин, као продуцент, управљао двема осмоканалним машинама у подруму зграде (где се налазио студио). За потребе каснијег албума, искоришћени су снимци песама, "One After 909" "Dig A Pony", "I`ve Got A Feeling" и (само делимично) "Get Back"; док је видео снимак песме "Don`t Let Me Down" завршио на филму.
После овог импровизованог концерта, група више није имала заједничке наступе уживо.

## Комплетирање албума

### Први покушаји постпродукције. Глен Џонс
Након одустајања од пројекта из 1969. године, Битлси су замолили продуцента Глена Џонса да репродуцира снимке из студија и са концерта како би албум евентуално ипак заживео. Џонс је у пролеће исте године изнајмио термине у лондонском студију "Олимпик" и отпочео је вишемесечни рад, у коме је већина песама преузета из студија, али су ипак три песме узете и са моно-трака (Dig a Pony, I`ve Got a Feeling и One After 909), које су биле предвиђене за претварање концерта у филм. Крајем године је ипак најпре планирано објављивање албума Get Back, на чијем омоту су чланови групе сликани на степеништу компаније „Еми“, у истом положају као и за први албум Please, Please Me, само што су сада представљени у стилу хипи-генерације (ова два омота су касније искоришћена за компилације- црвени и плави албум). Албум је требало да понесе назив "Get Back" with "Let it Be" and 11 other songs. Плоча најављена за септембар 1969. године је, пак, због изласка албума Abbey Road пролонгирана за децембар, али је и тада издавање опет отказано због потребе да се додатно доради. Наиме, група није била задовољна избором снимака. Касније је стога преузето неколико студијских верзија појединих песама, додата је реакција публике са концерта, а укључени су и старији снимци (Accross the Universe из 1968). Такође, "Битлси" су желели да укључе у албум и Харисонову баладу I Me Mine. Стога, 3. јануара 1970. године, Макартни, Харисон и Стар поново улазе у студио и снимају ову песму. Леноново одсуство било је образложено његовим одласком на одмор у Данску, но извесно је да он ни иначе не би учествовао у снимању, јер је већ у септембру претходне године обавестио остале чланове да напушта групу. Ова снимања дају на значају тврдњама оних који мисле да је ово, а не Abbey Road последњи албум "Битлса". Такође, нетипично за овај пројекат, урађена су наснимавања појединих других песама.
Џонс је тада саставио другу верзију албума, но група ни њом није била задовољна. Од издавања албума се тада поново одустало и уместо тога је објављен сингл Get Back/Don`t Let me Down. У пролеће 1970. године изашао је и сингл Let it Be/The Long and Winding Road. Ипак, група која је тада већ била пред званичним разлазом, одлучује да напуштеном пројекту пружи још једну шансу.

### Фил Спектор
У марту 1970. године, амерички продуцент Фил Спектор је изразио жељу да сарађује са "Битлсима", што су Ленон (иако је незванично престао да ради са групом), Харисон и Стар подржали. Тиме је отпочела једна од најконтроверзнијих епизода у историји рада групе.
Ленон и Харисон су Спектору доставили одговарајуће снимке, а он је по свом нахођењу преименовао албум у "Let it Be". За разлику од Мартина, Спектор је имао потпуну другачију визију неког албума "Битлса". Поједине песме су и суштински промењене додавањем препотентне оркестрације, што је нарочито иритирало Макартнија, чија концепција је у потпуности срушена. Песма "The Long And Winding Road" је уместо меланхолочне баладе добила призвук тријумфалне химне. Управо то је био један од разлога Макартнијеве тужбе против бивших чланова групе и захтева за расформирање формалног партнерства. Ринго Стар је 1. априла дорадио бубњарску деоницу у песми "The Long and Winding Road" што је званично последњи допринос неког "Битлса" заједничком раду групе.

## Коначан концепт и критике

### Омот
Након више узастопних уметничких омота албума, омот албума Let It Be је изгледао много мање спектакуларан са фотографијом четири члана групе са концерта на крову, где се у средини фотографије налази назив албума. Иако је у снимању албума као „пети Битлс“ био укључен и Били Престон, на омоту се не налази никаква назнака Престоновог учешћа.

### Списак песама
Страна А
- Two Of Us
- Dig A Pony
- Across The Universe
- I Me Mine
- Dig It
- Let It Be
- Maggie Mae

Страна Б
- I've Got A Feeling
- One After 909
- The Long And Winding Road
- For You Blue
- Get Back

## Песме

### Two Of Us
Ова Макартнијева софт-рок песма посвећена је намерним лутањима по Енглеској са његовом вереницом (и потоњом супругом) Линдом Истмен (касније Макартни). Уједно садржи и поједине референце на лошу пословну ситуацију, у коју су "Битлси" почели да западају ("You and me chasing paper, getting nowhere"), али и о личном односу Ленона и Макартнија ("You and I have memories, longer than the road that stretches out ahead").
Први пут, "Битлси" су извежбавали песму 24. јануара 1969 (радни наслов: "On Our Way Back Home"), а коначна верзија пре Спекторовог ремикса датира из 31. јануара 1969. Интересантно да песма нема главни вокал, већ је у дуету певају Ленон и Макартни, користећи исти микрофон.

### Dig A Pony
Једини Ленонов допринос током рада на пројекту "Get Back" (песма "Accross The Universe" је снимљена знатно раније). Оригинално названа "All I Want Is You", ова балада нема смислен текст (слично песми "I Am The Walrus" са албума Magical Mystery Tour), те је се сам Ленон касније одрицао. Снимак на албуму датира са концерта на крову.

### Across The Universe
Видети још: Across the Universe
Снимљена у фебруару 1968. године, ова Ленонова песма се најпре обрела на компилацијском албуму разних уметника, за потребе Светског фонда за природу. У музичком смислу, песма комбинује елементе индијске музике, у тексту садржи мантру на санскриту (Jai guru deva om). Поред "Битлса", у извођењу песме на Хемонд оргуљама је учествовао и Џорџ Мартин.

### I Me Mine
Последња песма коју су "Битлси" заједничким напорима снимили је ова Харисонова балада, у стилу блуз-валцера. Песма је посвећена истраживањима о људском егоизму, којима се Харисон посветио током конзумирања ЛСД-а. У снимању коначне верзије (јануара 1970. године), није учествовао Ленон. Спектор је током своје постпродукције придодао оркестар.

### Dig It
Прва заједничка импровизација групе после инструментала "Flying" са албума Magical Mystery Tour. Мада није само његова композиција, Ленон је предводио ово импровизовање, у коме се једноставно смењују тоника, субдоминанта и доминанта. Стихови су прилично бесмислени, а на њих се надовезује изговорен текст: "That was Can You Dig It by Georgie Wood, and now we'd like to do Hark The Angels Come".
Песма је снимљена из више различитих покушаја од 24. до 29. јануара 1969. године.

### Let It Be
Песма која је на крају изабрана за насловну је настала инспирисана Макартнијевим сном, у коме је видео своју мајку Мери, која је преминула 13 година раније. У сну га је она утешила због тешких тренутака кроз које је пролазио са групом и објаснила му да ће све бити у реду, само треба да "пусти нека буде". Ленон није волео песму, сматрао ју је Макартнијевом самосталном композицијом, те ју је сам свесно на албуму "углавио" између квалитативно слабе "Dig It" и вулгарне "Maggie Mae". Снимана је као балада од 25. априла до 31. јануара 1969. године, потом још једном 30. априла и коначно 4. јануара, када је Харисон заменио сопствену гитарску солажу. Ово је једна од ретких песама где су "Битлси" на овом пројекту прихватили наснимавање, Макартни је свирао и клавир и бас-гитару, Ленон је само био позадински вокал (иако се у филму види како свира бас-гитару, та верзија је одбачена) док је на Хемонд оргуљама учествовао Били Престон. Спектор је и у овој песми додао оркестрацију која је наљутила Макартнија. 
Песма је од 1970. године до садашњости доживела огромну популарност.

### Maggie Mae
Реч је о традиционалној морнарској песми из Ливерпула, коју су "Битлси" само аранжирали. Верује се да песма потиче са почетка 19. века. Снимана је 24. јануара 1969. године, а од ње је у опусу групе краћа само "Her Majesty", снимана за наредни албум.

### I`ve Got A Feeling
Као и неколицина песама од раније, реч је о композицији насталој спајањем две различите, али недовршене идеје Ленона и Макартнија. Макартнијев део (назван управо "I`ve Got A Feeling") је посвећен његовој вези са Линдом Истмен. Ленонов део назван оригинално "Everybody Had A Hard Year" је посвећен његовом пређашњем разводу са Синтијом Ленон, раздвајању од сина, побачају Јоко Оно, али и сопственој хероинској зависности. Песма је вежбана готово свакодневно од 22-27. јануара, а снимак датира са концерта на крову.

### One After 909
Иако је ова (претежно) Ленонова песма снимана тек 1969. године, компонована је још почетком 1960-их година, а неки снимци датирају још из времена групе претече "Битлса" ("Кверимен"), а на компилацији "Антологија" постоје и снимци из 1963. године. Песма је инспирисана америчким рокерима из 1950-их година, мада постоје и одређене алузије спрам Леноновог датума рођења (један после 909 је 910, односно кад се преточи у датум, 09. октобар. Тог датума се касније родио и Ленонов син Шон). Песма је извежбавана у неколико наврата од 22-30. јануара, а снимак датира са концерта на крову.

### The Long And Winding Road
Ова Макартнијева љубавна балада је била, као што је већ поменуто, предмет жестоких контроверзи када ју је Фил Спектор продуцирао. Аутор ју је конципирао као тужну баладу у стилу Реја Чарлса. Први пут, група ју је извежбавала у студију у Твикингему почетком јануара 1969. године, но свој коначни облик је почела да добија тек крајем месеца. Снимак од 30. јануара се обрео на филму. Потом, када је Спектор укључио симфонијски оркестар у аранжман, Стар је дорадио бубњарску деоницу 1. априла 1970. године. Иако је Макартни покушао да спречи да ова верзија доспе на албум, то је ипак био случај. Ово је условило да управо аранжман ове песме постане један од разлога његове тужбе остатка групе и раскида званичног партнерства. Спектор је приметио у једном каснијем интервјуу да је Макартни, ипак, током соло-турнеја деценијама касније користио његов аранжман током извођења песме.

### For You Blue
Друга и последња Харисонова песма на албуму је снимана два наврата: 25. јануара 1969, те готово годину дана касније, 8. јануара 1970. Ова блуз-песма је посвећена Харисоновој супрузи, Пети Бојд. Интересантно је да Ленон у овој песми свира хавајску гитару. Спектор је током своје продукције додао ефекат тејп-лупа у песму.

### Get Back
Завршна песма, по којој је албум најпре требало да се зове, снимљена је у неколико варијанти. Она која је завршила на плочи, пак, снимљена је већином у студију (од 23. до 28. јануара), при чему су придодати ефекти са снимка концерта на крову. На филму су завршиле две верзије, обе са концерта на крову, док је на синглу, који је објављен те године, завршила верзија из студија.
Аутор песме је Макартни, а она говори о негативном ставу који су тадашњи британски политичари заузимали спрам имиграната. Поред традиционалних улога коју су имали чланови групе, значајно је и учешће Билија Престона, са његовим изузетним импровизовањем на електричном клавиру.

## Пријем и критике
Мада је албум углавном заузимао највише позиције на топ-листама, критике су углавном биле негативне. Критичар из магазина "НМЕ", Алан Смит, истакао је како је овај албум веома лош начин да се "Битлси" опросте од својих обожавалаца.
Ипак, магазин "Ролингстон" га је 2003. године сврстао на 86. место у избору 500 најзначајнијих албума свих времена. Такође, филм је 1971. године добио награду "Греми" за најбољу оригиналну филмску музику. Интересантно је да је награду примио управо Пол Макартни, који се противио Спекторовим аранжманима.